# Sexiest Woman Alive
Sexiest Woman Alive war eine Auszeichnung, die jährlich vom US-amerikanischen Männermagazin Esquire verliehen wurde. Im Gegensatz zur Auszeichnung Sexiest Man Alive der Illustrierten People Magazine, die seit 1985 vergeben wird, wurde dieser Titel erst 2004 eingeführt. Die letzte Auszeichnung erfolgte 2015.
In einer Ausgabe im letzten Quartal des Jahres kürte die Redaktion der Zeitschrift Esquire die „Frau mit dem größten Sexappeal“. Oft wurden schon in vorherigen Ausgaben Andeutungen gemacht und Hinweise auf die Biografie der Prominenten für die Leser gestreut. Scarlett Johansson wurde als einzige zweimal mit dem Titel (2006, 2013) ausgezeichnet.

## Titelträgerinnen
- 2004:  Angelina Jolie[1]
- 2005:  Jessica Biel[2]
- 2006:   Scarlett Johansson[1]
- 2007:   Charlize Theron[2]
- 2008:  Halle Berry[2]
- 2009:  Kate Beckinsale[3]
- 2010:  Minka Kelly
- 2011:  Rihanna
- 2012:  Mila Kunis[1]
- 2013:   Scarlett Johansson[1]
- 2014:  Penélope Cruz[4]
- 2015:  Emilia Clarke[5]

## Galerie

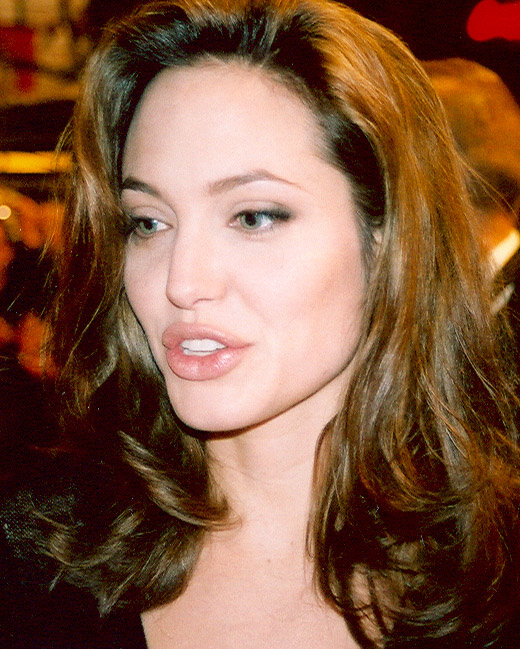
2004: Angelina Jolie (Bild 2004)
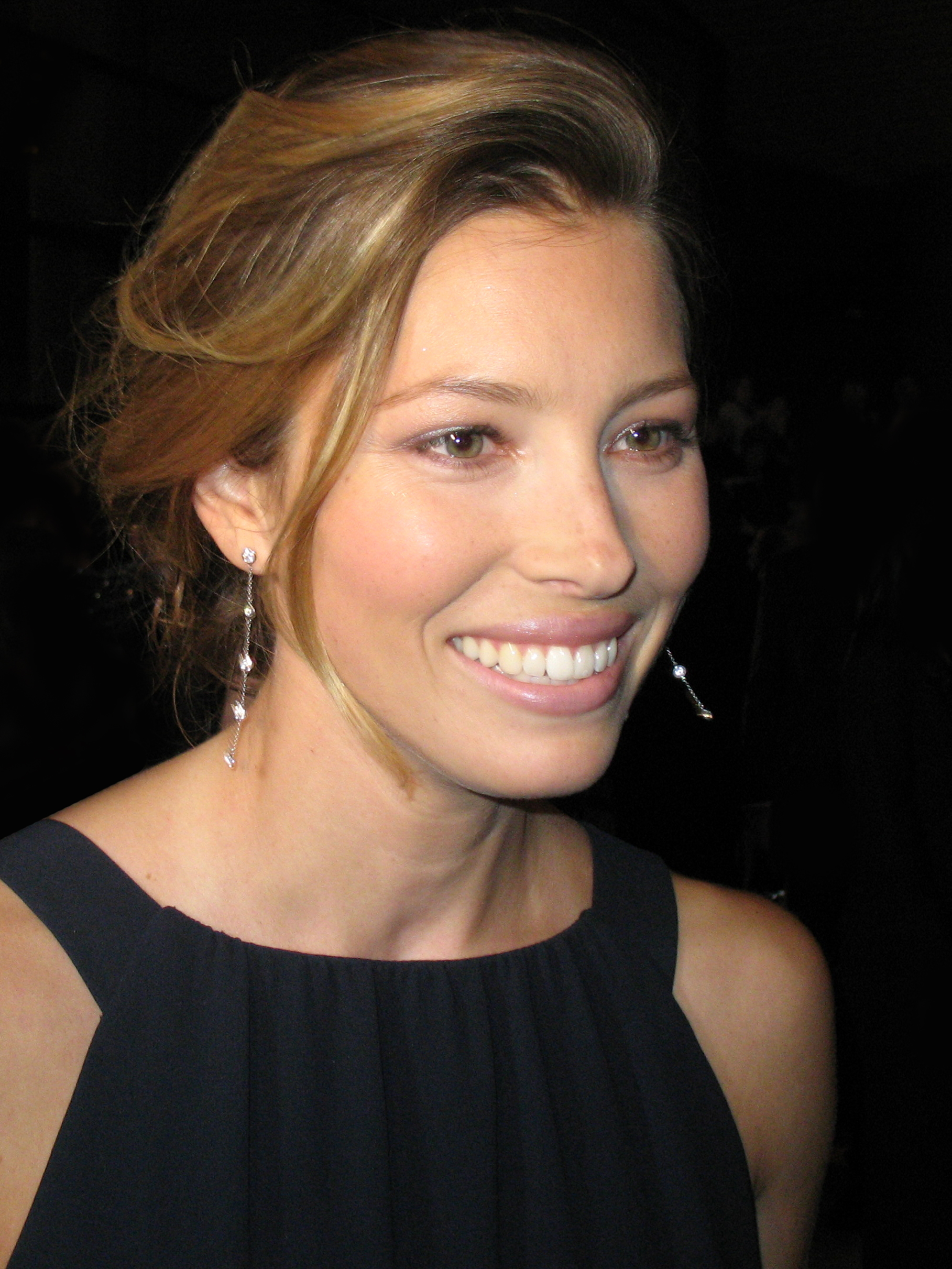
2005: Jessica Biel (Bild 2007)
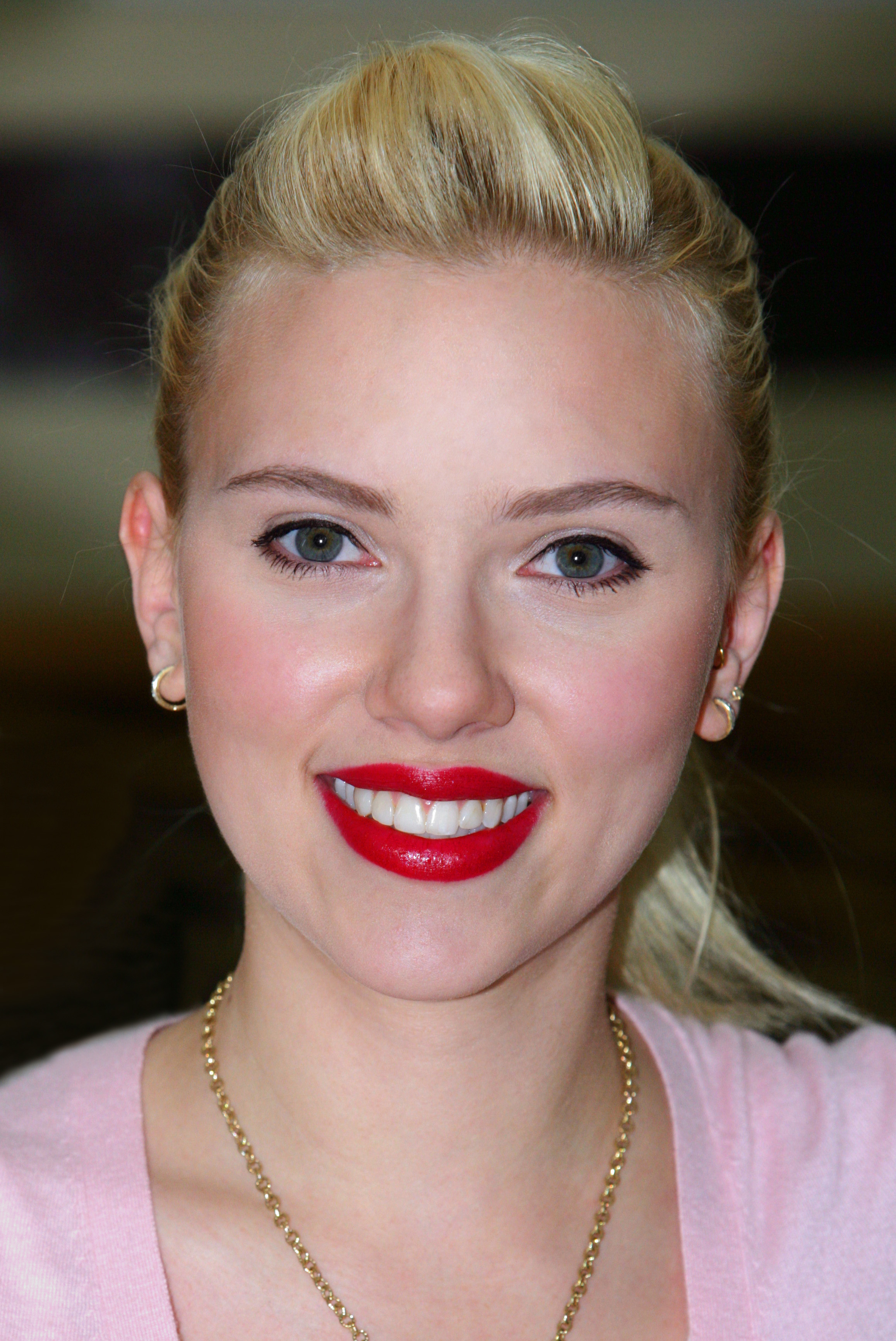
2006+2013: Scarlett Johansson (Bild 2008)
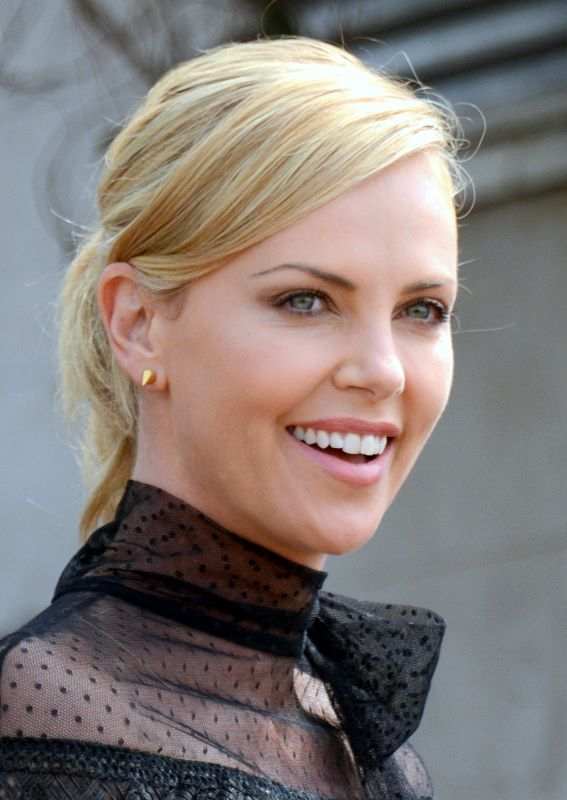
2007: Charlize Theron (Bild 2015)
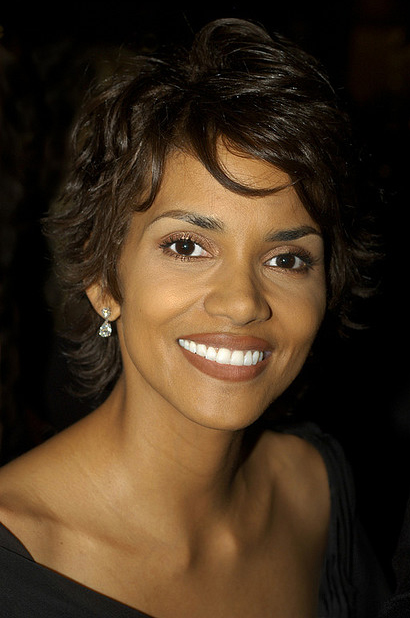
2008: Halle Berry (Bild 2007)
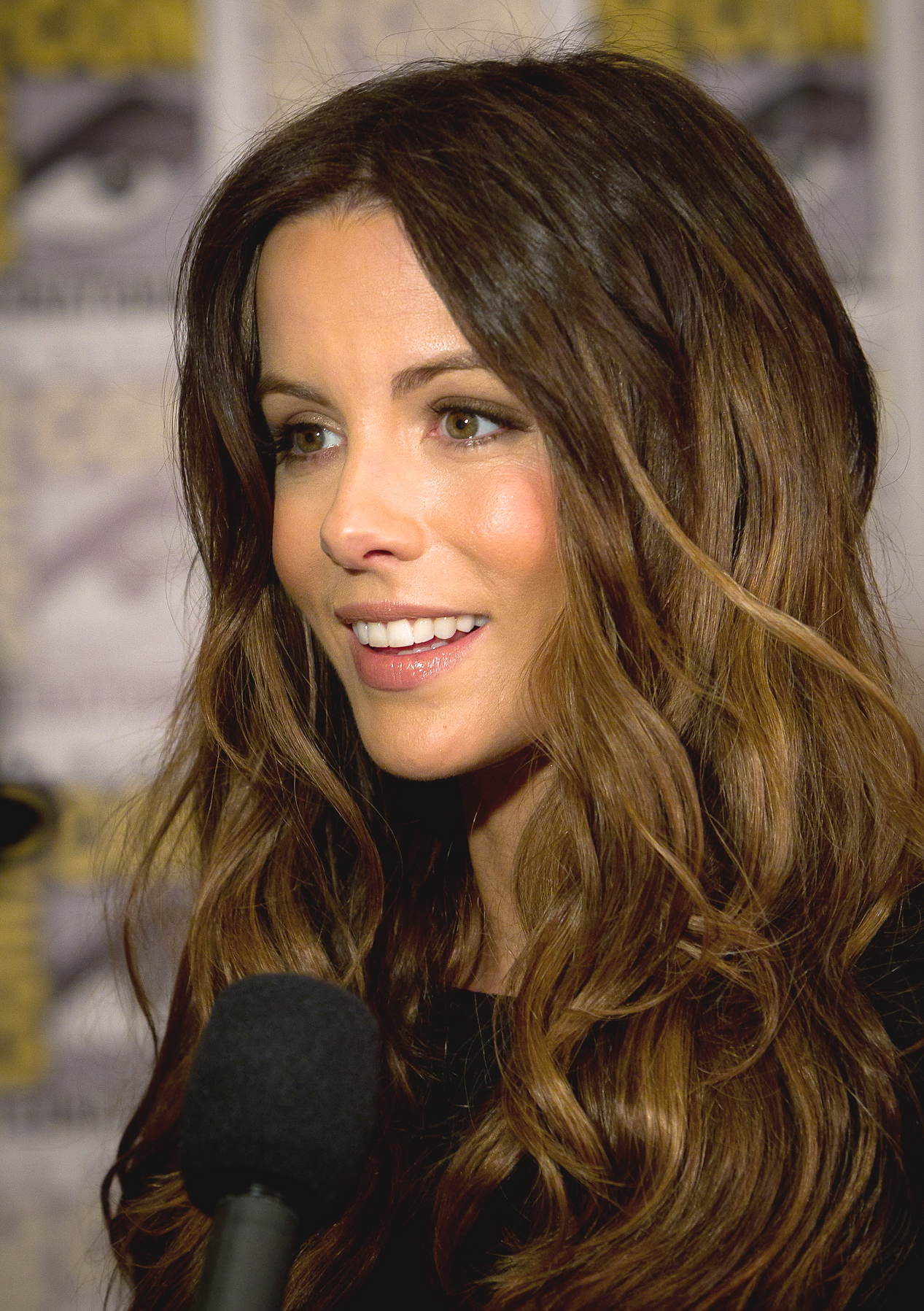
2009: Kate Beckinsale (Bild 2011)
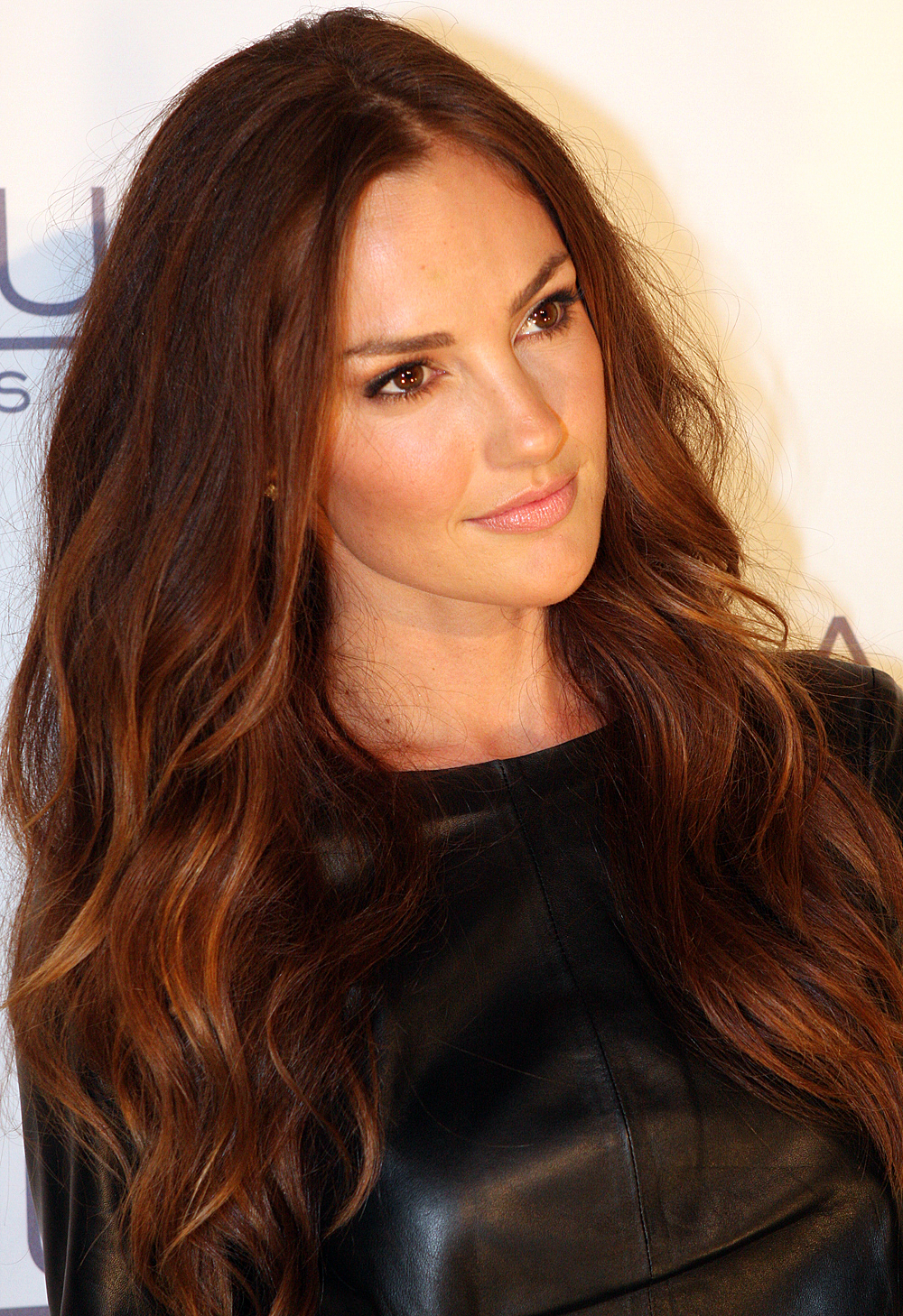
2010: Minka Kelly (Bild 2012)
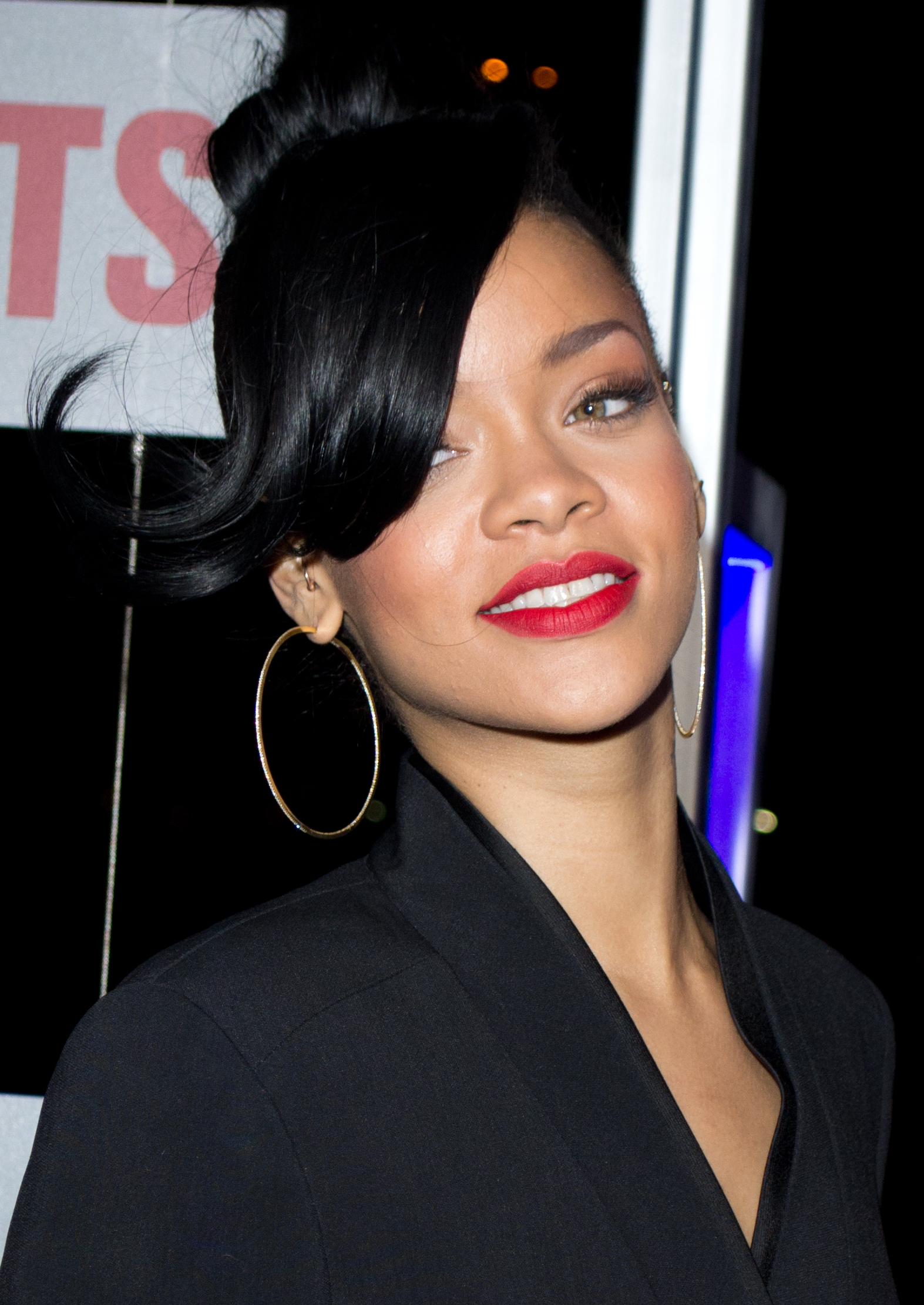
2011: Rihanna (Bild 2012)
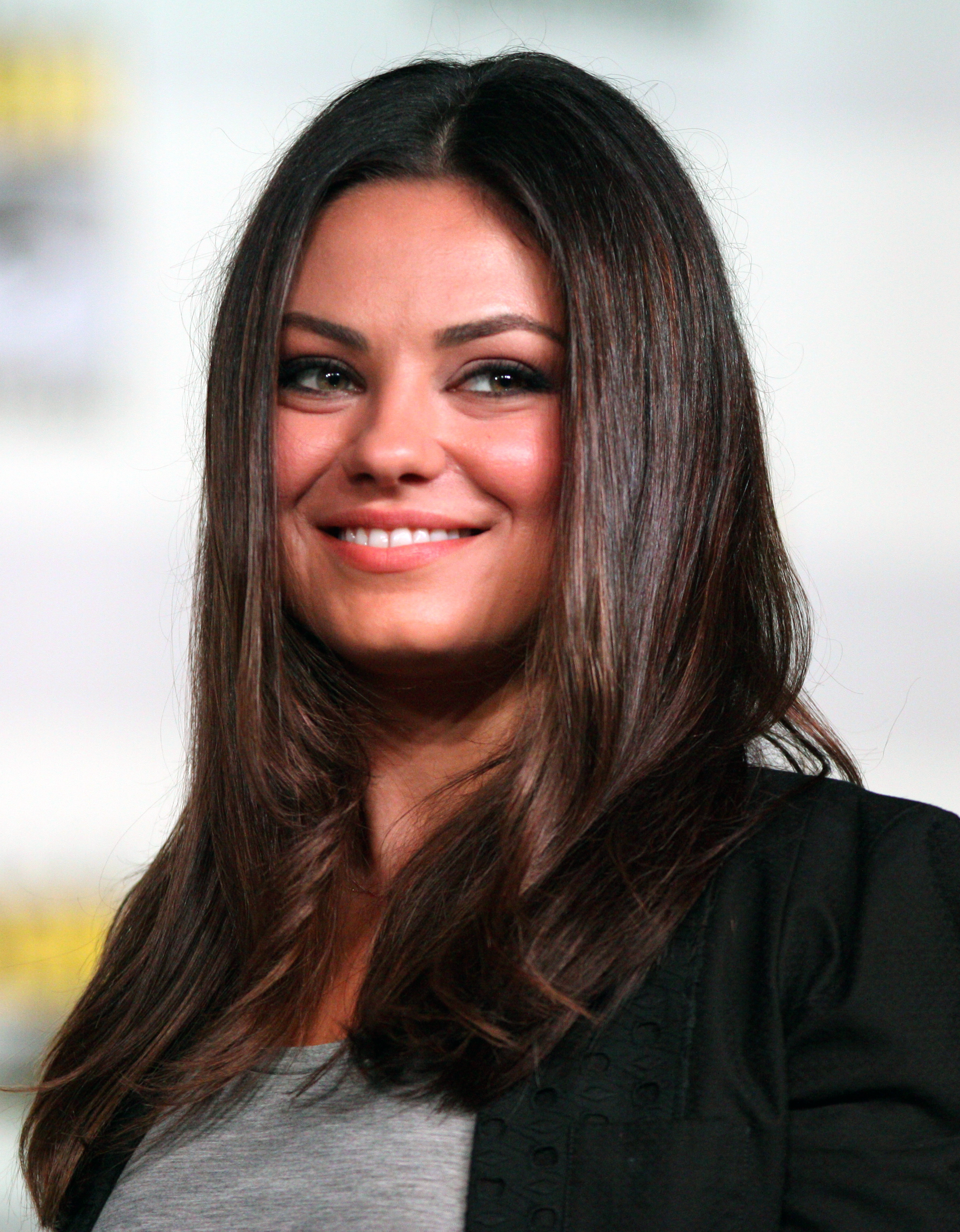
2012: Mila Kunis (Bild 2012)
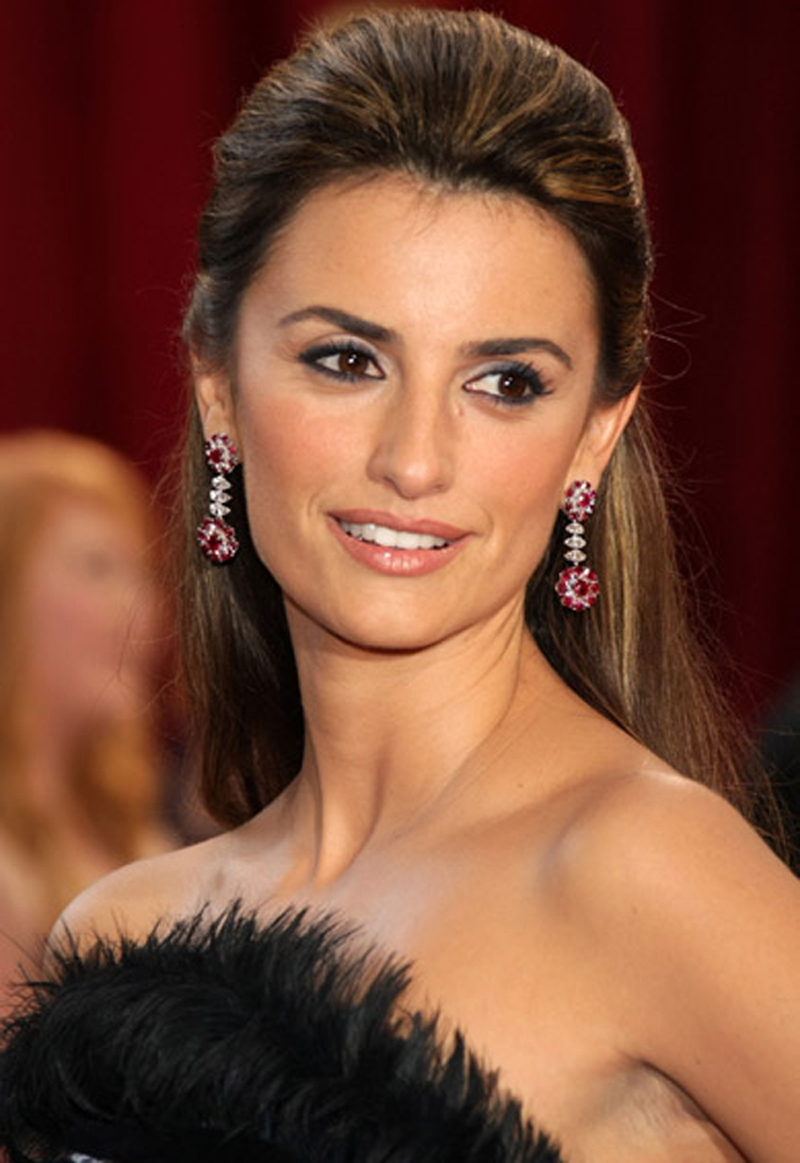
2014: Penélope Cruz (Bild 2008)
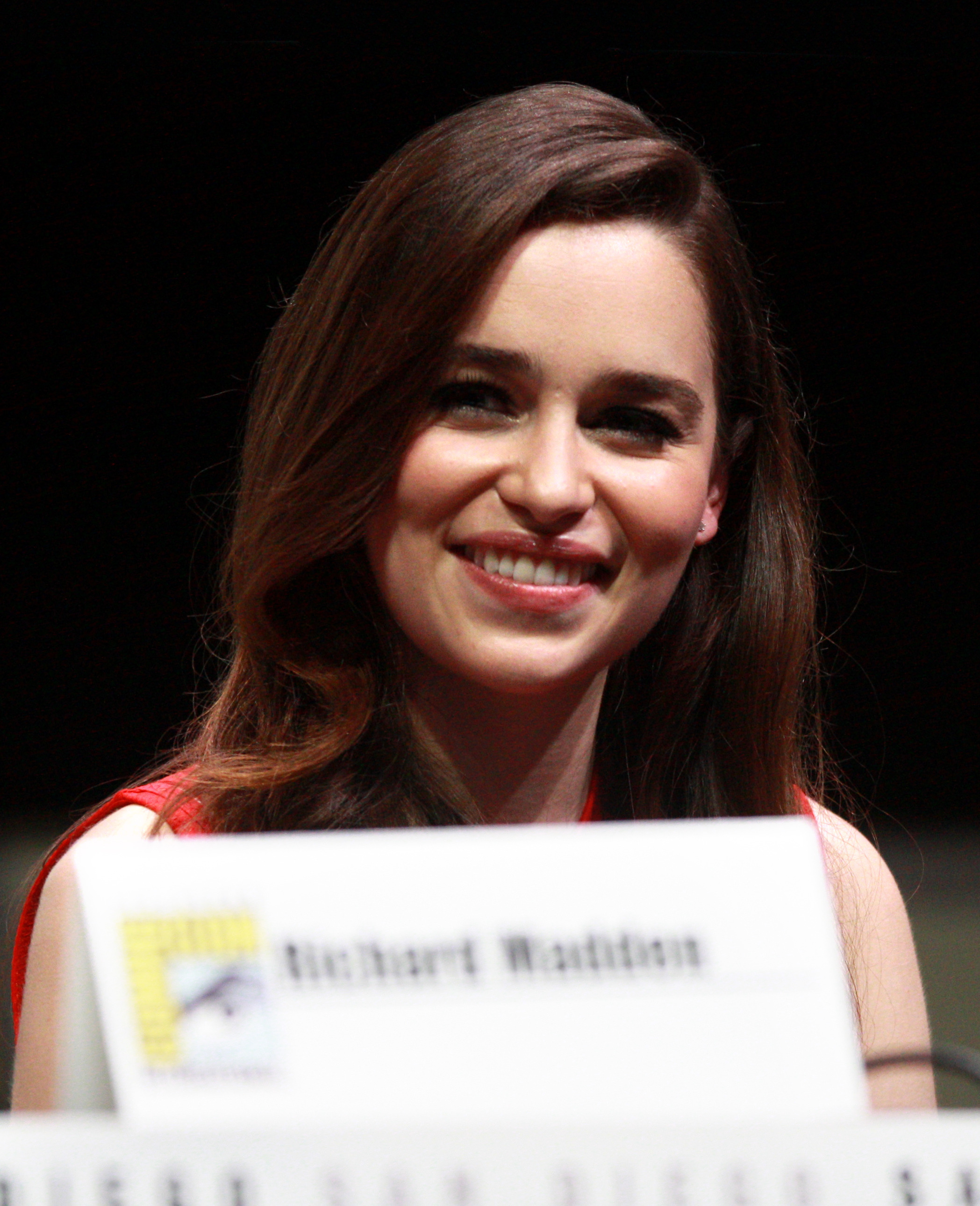
2015: Emilia Clarke (Bild 2013)